# فردينان توتل اليسوعي
الأب فرديناند توتل اليسوعي (1887 - 1977) كان باحثًا ومؤرخًا يسوعيًا مارونيًا من مدينة حلب، سوريا. وُلد في حي الصليبة بحلب وارتاد مدرسة القديس نيقولاوس للروم الملكيين الكاثوليك. في عام 1902، التحق بالمدرسة الرسولية للآباء اليسوعيين في مقاطعة ليون الفرنسية، وانضم للرهبنة عام 1906.

## التعليم والنشاطات
درس الأب توتل في فرنسا، إيطاليا، وإنجلترا، وتم تعيينه كاهنًا عام 1926. تنقل بين عدة دول منها القاهرة، إنجلترا، لبنان، وفرنسا، قبل أن يعود إلى حلب بين عامي 1937 و1947.

## الأعمال والمؤلفات
قام الأب توتل بجمع وتدقيق العديد من الوثائق التاريخية المتعلقة بتاريخ حلب، ونشر عدة كتب منها:
- أخبار الموارنة (1606-1947)
- أخبار السريان (1840-1875)
- أخبار اللاتين والروم (1855-1963)[3]
- دفتر أخوية عزبان الأرمن[4]
- أولياء حلب في منظومة الشيخ وفاء[5]
- كما قام بنشر يوميات “نعوم بخاش” بشكل موجز في عام 1962.[6]

## الوفاة
توفي الأب فرديناند توتل في الثاني عشر من مايو عام 1977.